# 呂圖南
吕图南（1568年—1640年），字尔摶，號天池，本福建南安人，徙晋江。明朝政治人物。同進士出身。

## 生平
万历二十六年（1598年），登戊戌进士，授內閣中書，升吏部主事。三十一年典试广东。三十五年迁浙江道御史，巡按广西。四十年改巡按浙江。科臣周永春疏论图南绵弱，不胜其任，遂谢病归。四十七年起升南京通政司右参议。复以艰归。天启六年，起升北京左通政。七年二月升通政使，以三大殿工成，八月加右都御史。崇禎即位，加左都御史，旋改南京户部侍郎，总督粮储。著《周易四书辑说》。